# Talasz (település)
Talasz egy közepes város Északnyugat-Kirgizisztánban, impozáns hegyek által övezve a nagyjából 60 km hosszú Talasz-völgyben. Talasz tartomány székhelye. A legismertebb modern kirgiz író, Csingiz Ajtmatov egy Talaszhoz közeli faluban született, az üzbég határ mellett. Kedvelt témái közé tartozott a Talasz-völgy embereinek ábrázolása.

## Nevezetességei
A várost orosz és ukrán telepesek alapították, 1877-ben.
A várostól délre található a Bes-Tas (öt szikla) völgy, amely egyben nemzeti park. A várost egyetlen autóút köti össze a fővárossal, Biskekkel, és az ország többi részével. Ez az út 3500 méter tengerszint feletti magasságon halad az Ötmök hágón keresztül és télen zárva van.
A kirgizek mitikus nemzeti hőse, Manasz a legenda szerint a közeli Ala-Too (Tarka Sziklák) hegyek között született. A város közelében található egy mauzóleum, a Manasz Kümböz, ahol feltehetőleg az ő maradványai találhatók.

## Fordítás
- Ez a szócikk részben vagy egészben  a   Talas, Kyrgyzstan című angol Wikipédia-szócikk fordításán alapul.  Az eredeti cikk szerkesztőit annak laptörténete sorolja fel. Ez a jelzés csupán a megfogalmazás eredetét és a szerzői jogokat jelzi, nem szolgál a cikkben szereplő információk forrásmegjelöléseként.